# Carl Heinrich Boerner
Carl Heinrich Boerner (* 20. Juni 1844 in Wilsdruff; † 6. November 1921 in Dresden) war ein deutscher Jurist und Präsident des Oberlandesgerichts Dresden. Als Mitglied der Kommission zur Ausarbeitung des Bürgerlichen Gesetzbuches war er ab 1874 an der Entstehung des BGB beteiligt.

## Leben
Nach dem Besuch der Meißener Fürstenschule Sankt Afra widmete sich Boerner dem Studium der Rechtswissenschaften an der Universität Leipzig. Während des Studiums wurde er Mitglied der Landsmannschaft Afrania. Nachdem er das Assessorexamen 1872 mit „vorzüglich gut“ bestanden hatte, war er zunächst am Gerichtsamt Dresden, dann ab 1873 Hilfsarbeiter am Appellationsgericht Leipzig und später am Landgericht Dresden tätig. Im Juli 1880 wurde er zum Landgerichtsdirektor ernannt. Von 1874 bis 1889 unterstützte er als Hilfsarbeiter der ersten Kommission den Redaktor des Allgemeinen Teils des Bürgerlichen Gesetzbuches. Boerner schrieb die Motive des Allgemeinen Teils und des Einführungsgesetzes. Am 1. April 1889 erfolgte die Ernennung zum Vortragenden Rat im sächsischen Justizministerium. Fortan war er von 1890 bis 1896 als Kommissar des Reichskanzlers in der zweiten Kommission, im Justizausschuss des Bundesrates und im Reichstag tätig. Nach Abschluss der Beratungen der zweiten Kommission kehrte er in das sächsische Justizministerium zurück und war in der Folgezeit federführend an der Anpassung der sächsischen Gesetzgebung an das BGB beteiligt. Seit 1901 war Boerner Geheimer Rat im Range eines Ministerialdirektors. Zugleich wurde er zum stellvertretenden Bevollmächtigten zum Bundesrat bestellt. Und schließlich leitete er von Januar 1908 bis September 1913 als Präsident das Oberlandesgericht Dresden. Dort führte er den Vorsitz des 6. Senats (Grundbuch- und Vormundschaftssachen, einstweilige Verfügungen).

## Ehrungen
1897: Ehrendoktorwürde der juristischen Fakultät der Universität Leipzig.